# Manchester Derby
Mit Manchester Derby werden die Fußballspiele zwischen den englischen Fußballclubs Manchester United und Manchester City bezeichnet. Manchester United stammt aus dem Stadtteil Newton Heath, zog jedoch 1910 nach Trafford, Greater Manchester. Manchester City ist hingegen seit Vereinsgründung in Manchester beheimatet.
Manchester United (Rekordmeister mit 20 englischen Meisterschaften) und Manchester City (10) gehören zu den erfolgreichsten Vereinen des englischen Fußballs. Darüber hinaus gewann United dreimal den Europapokal der Landesmeister bzw. die UEFA Champions League; City einmal. Daher ist Manchester neben Mailand (AC Mailand und Inter Mailand, die das Derby della Madonnina austragen) die einzige Stadt, aus der mehrere Sieger der Königsklasse stammen.

## Soziologische Aspekte der Rivalität
Beide Vereine haben ihren Ursprung im Osten der Stadt, der überwiegend von Industriearbeitern bevölkert war.
Im nordöstlichen Stadtteil Newton Heath wurde 1878 der United-Vorläufer Newton Heath LYR Football Club gegründet. Die Kurzbezeichnung LYR steht für die Eisenbahngesellschaft Lancashire and Yorkshire Railway, die 1847 aus dem Zusammenschluss mehrerer Eisenbahngesellschaften hervorgegangen ist. Die Mannschaft bestand ausschließlich aus Arbeitern der Eisenbahngesellschaft, von denen kaum einer in Manchester geboren war. So stellte die Manchester Evening News 1887 in einem Spielbericht fest: „Mit Ausnahme von Wright haben wir keinen Einheimischen im Team entdeckt.“ Ein großer Teil der auswärtigen Vereinsmitglieder waren Iren, die 1902 bei der Suche eines neuen Namens für den seit der Trennung von der Eisenbahn 1892 als Newton Heath FC firmierenden Verein für „Manchester Celtic“ plädierten. Weil die Mehrheit der Mitglieder diese Bezeichnung jedoch als Gefahr möglicher sektiererischer Konflikte ausmachte, wurde der Vorschlag abgelehnt. Eine Mehrheit fand schließlich der von Louis Rocca, einem 19-jährigen Sohn italienischer Einwanderer, eingebrachte Vorschlag „Manchester United“. Dies war jedoch nicht die einzige Idee Roccas, die sich bewährte. Denn er kam auch auf den brillanten Gedanken, die Priester der katholischen Kirche von Manchester als Talentscouts einzusetzen, indem sie dem Verein jedes Talent ihrer jeweiligen Gemeinde melden sollten. So wurde die Verbindung des Vereins zur katholischen Kirche untermauert.
Im Gegensatz zum „ortsfremden United“, das seit dem Bezug des vereinseigenen Stadions Old Trafford im Jahr 1910 auch außerhalb von Manchester beheimatet ist, sieht sich City gerne als den „wahren Verein von Manchester“; als den „people’s club of Manchester“. Die Ursprünge von City, dessen diverse Sportplätze und Stadien sich immer im Stadtgebiet von Manchester befanden, liegen in der St. Mark’s Church of England im Stadtteil West Gorton, südöstlich des Stadtzentrums. Die 1865 nach Gorton gekommene Kirche erhielt um 1880 mit Arthur Connell einen neuen Pfarrer und es war vor allem seine Tochter Anna, die sich um die Gründung einer Fußballmannschaft verdient gemacht hatte. Denn sie war der Überzeugung, dass die sportliche Betätigung die jungen Männer vom Alkoholismus und von Bandenkriminalität fernhalten könnte, die beide im Osten Manchesters weit verbreitet waren. Daher suchten die Connells interessierte Mitstreiter beider Konfessionen (sowohl Protestanten als auch Katholiken) in ihrer Gemeinde. 1887 verzog der Verein ins nordöstlich von Gorton gelegene Ardwick und somit näher in Richtung Stadtzentrum. Aufgrund seiner neuen Heimat benannte der noch junge Verein sich in Ardwick FC um, bevor weitere sieben Jahre später aus ihm der Manchester City Football Club wurde.
Ein früher Aktivist beim Ardwick FC war Steven Chesters-Thompson, der 1887 auch Gründungsmitglied einer Freimaurerloge war. Auch der erste Präsident des neu formierten Ardwick FC, Richard Stevenson, war Mitglied derselben Loge. Allmählich geriet der Verein zusehends unter den Einfluss von Tories und Freimaurern.
Trotz der unterschiedlichen religiösen Strömungen, die die beiden Vereine umgeben, spielten religiöse Konflikte in ihrer Rivalität stets eine untergeordnete Rolle. Lediglich radikale protestantische Loyalisten haben eine religiös motivierte Abneigung gegen das „katholische“ United.

## Derbygeschichte

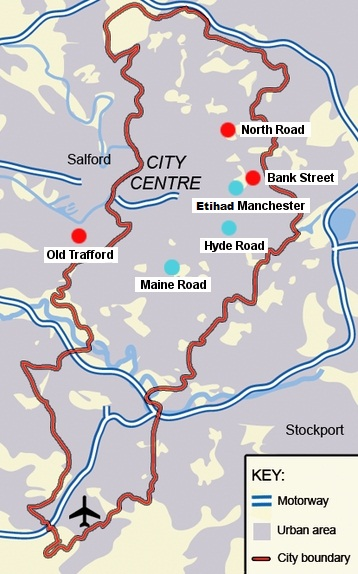
Karte des Großraums Manchester mit den ehemaligen und gegenwärtigen Heimspielstätten beider Vereine.
City: Hyde Road (1887–1923), Maine Road (1923–2003), City of Manchester Stadium (seit 2003)
United: North Road (1878–1893), Bank Street (1893–1910), Old Trafford (seit 1910)

Trikotsätze der Mannschaften

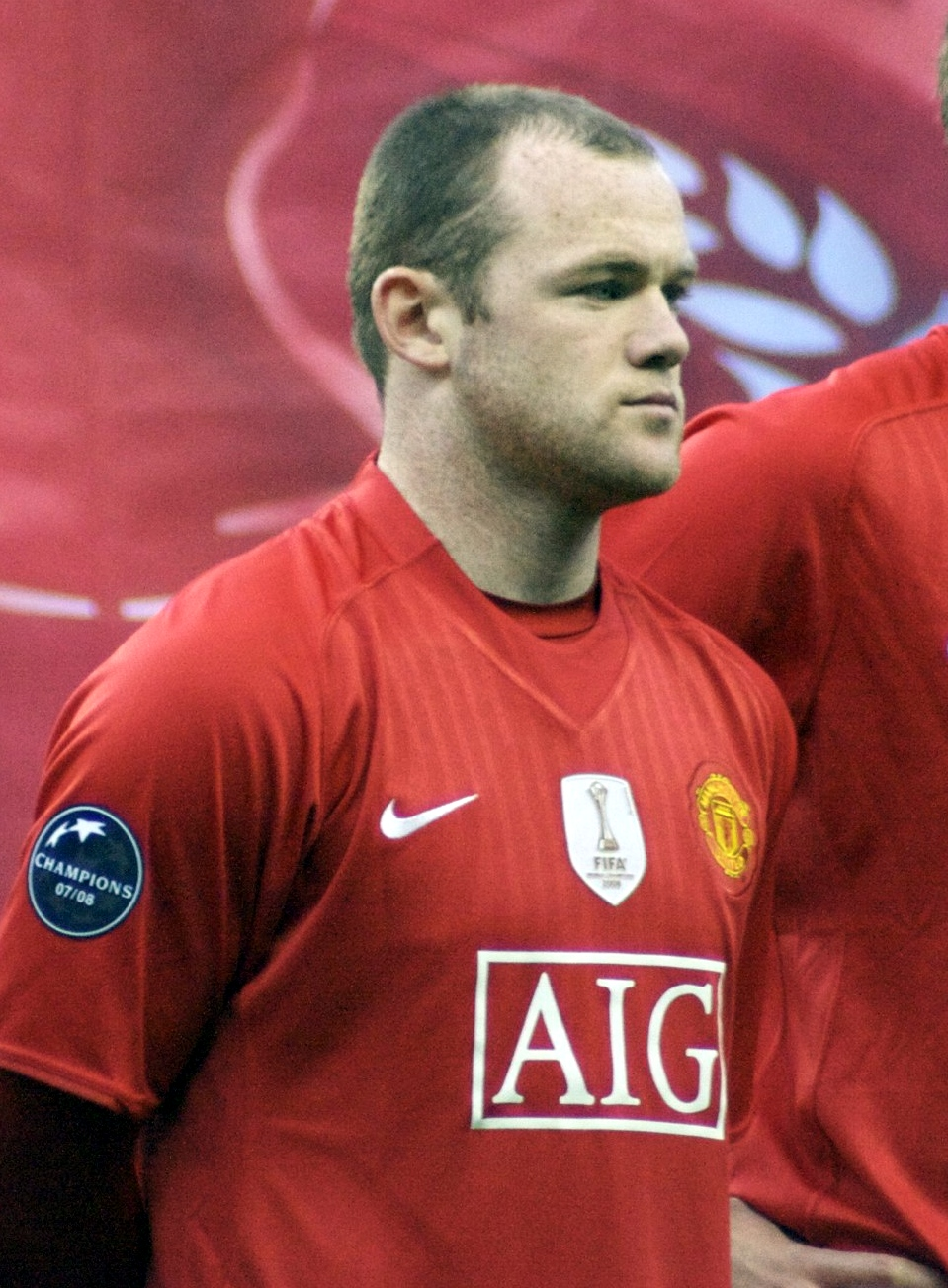
Wayne Rooney ist der erfolgreichste Torschütze in der Geschichte des Manchester Derby

Zur ersten Auflage des Manchester Derby kam es am 12. November 1881. Damals empfing St. Mark’s (West Gorton) (ab 1894 Manchester City) in der Hyde Road den Newton Heath LYR Football Club (ab 1902 Manchester United) zu einem Freundschaftsspiel. Die Begegnung endete mit einem 3:0-Sieg von Newton Heath. Die damalige Lokalzeitung kommentierte das Aufeinandertreffen als "ein ansehnliches Spiel". Es sollte zehn Jahre dauern bis zur ersten Partie in einem offiziellen Wettbewerb. In der ersten Qualifikationsrunde des FA Cup 1891/92 bezwang der Newton Heath FC in einem Heimspiel an der North Road Stadtrivale Manchester City mit 5:1 Toren.
Mit dem Aufstieg von Newton Heath in die zweitklassige Football League Second Division 1894/95 gab es am 3. November 1894 das erste Spiel auf Ligaebene. Vor 14.000 Zuschauern mussten sich die Citizens an der heimischen Hyde Road den Heathens mit 2:5 Toren beugen. Bei diesem ersten offiziellen Derby traten beide Mannschaften mit folgender Aufstellung an:
- City: George Hutchison, Harry Smith, John Walker, George Mann, Joseph Nash, Fred Dyer, Billy Meredith, Pat Finnerhan, Sandy Rowan, James Sharples, Bob Milarvie.
- Newton Heath: William Douglas, John McCartney, Fred Erentz, George Perrins, James McNaught, William Davidson, John Clarkin, Robert Donaldson, James Dow, Richard Smith, James Peters.

City musste bis zum 7. Dezember 1895 auf einen ersten Erfolg (2:1) gegen die Rivalen warten. 1906 folgte ManUnited den schon 1903 aufgestiegenen Citizens in die Football League First Division. Mit einem 3:0 vor 40.000 Zuschauern entschieden die Himmelblauen das erste Spiel für sich.
Besonders hart ging es in den 1970er Jahren zwischen den beiden Clubs zu. Im Duell der Football League First Division 1970/71 traf man am 12. Dezember 1970 im Old Trafford aufeinander. Nachdem City das 0:1 (Endstand 1:4) erzielt hatte, kam es in der 23. Minute zu einem Zweikampf um den Ball zwischen George Best von United und Glyn Pardoe. Pardoe spielte zuerst den Ball und Best rutschte in Pardoes Beine. Dabei zog sich der City-Spieler einen komplizierten, zweifachen Bruch des rechten Beines zu und stand kurzzeitig vor der Amputation. Er konnte erst nach zwei Jahren wieder für Manchester City auflaufen.
Im Hinspiel der Saison 1973/74 sahen die Spieler Lou Macari und Mike Doyle die Rote Karte. Beide hielten diese für überzogen und weigerten sich den Platz zu verlassen. Nach einer minutenlangen Diskussion schickte Schiedsrichter Clive Thomas beide Mannschaften in die Kabinen zurück. Nach einer Pause holte der Schiedsrichter die beiden Teams aus den Umkleidekabinen zurück. Macari und Doyle wurden währenddessen von Polizisten bewacht, damit sie nicht auf das Spielfeld zurückkehrten.
Auch das Rückspiel am 27. April 1974 blieb den Fans in Erinnerung. ManUnited benötigte jeden Punkt gegen den Abstieg, da man vor dem Spieltag zwei Punkte Rückstand auf den 20. Platz des FC Southampton und zwei Tage später noch ein Nachholspiel gegen Stoke City hatten. Bis in die 84. Minute blieb die Partie torlos, dann spielte Francis Lee den Ball im Strafraum zu Denis Law. Law beförderte den Ball per Hackentrick in das Tor von United. Denis Law war erst im Sommer 1973 nach elf Jahren und 171 Toren in 309 Spielen für Manchester United zu den Citizens gewechselt. Nach dem Tor stürmten Fans das Spielfeld des Old Trafford. Law wurde nach dem Tor unter lauten Buh-Rufen ausgewechselt, bestritt kein Spiel mehr für City und beendete nach der Fußball-Weltmeisterschaft 1974 seine Karriere. Manchester United musste nach 36 Jahren Erstklassigkeit den Weg in die zweite Liga antreten.
In den 1980er Jahren musste Manchester City zwei Mal (1982 bis 1985 und 1986 bis 1989) die First Division verlassen. Im Hinspiel der Aufstiegssaison 1989/90 bezwang man ManUnited mit 5:1 Toren. Dies war für die Red Devils die höchste Derbyniederlage seit 1955. Es war für die Skyblues aber auch der Beginn einer Serie von 13 Jahren ohne Sieg im Derby.
Mitte der 1990er Jahre geriet Manchester City in eine sportliche Krise. Nach dem Abstieg aus der Premier League 1995/96 fand man sich 1998 in der Football League Second Division, der dritten Liga, wieder. Nach zwei aufeinander folgenden Aufstiegen erreichte der Club wieder die höchste Spielklasse und ist seit 2002 ununterbrochen erstklassig. Während der sportlichen Talfahrt der Himmelblauen gewann United vier Meistertitel, zwei Mal den FA Cup und 1999 die UEFA Champions League sowie den Weltpokal.
Nach 80 Jahren verließ Manchester City die Maine Road in Richtung City of Manchester Stadium. Im letzten Derby am 9. November 2002 vor 34.649 Zuschauern bezwang der Aufsteiger City die Stadtrivalen mit 3:1 Toren. Der erste Derby der Premier League Saison 2009/10 endete mit einem 4:3-Sieg von United vor eigenem Publikum. Nach dem anfänglichen 1:0 in der 2. Minute durch Wayne Rooney glichen die Citizens jeweils die Führung der Red Devils aus. In der 90. Minute erzielte Stürmer Craig Bellamy das 3:3. In der sechsten Minute der Nachspielzeit traf Michael Owen zum siegbringenden 4:3. Damals bezeichnete United-Trainer Alex Ferguson das Spiel als „wahrscheinlich bestes Manchester Derby aller Zeiten“.
Der 23. Oktober 2011 war ein schwarzer Tag für Manchester United in der Geschichte des Derbys. Das Hinspiel im Old Trafford der Saison 2011/12 endete mit einer deutlichen 1:6-Niederlage der Hausherren. Die 75.487 Zuschauer sahen die höchste Derby- und Heimniederlage seit dem 12. Februar 1955 (0:5). Die Citizens konnten erstmals seit 1926 wieder sechs Tore gegen United in einem Spiel erzielen. Vor eigenem Publikum mussten die roten Teufel zuletzt am 10. September 1930 gegen Huddersfield Town sechs Gegentore hinnehmen. Am Ende Saison 2011/12 konnten die Skyblues ihren ersten Meistertitel seit 1968 feiern.
Das erste Derby der Premier League 2012/13 ging im Etihad Stadium über die Bühne. Die Gäste gingen durch zwei Treffer (16. und 29. Min.) von Wayne Rooney in Führung. Nach der Pause glichen Yaya Touré (60. Min.) und Pablo Zabaleta in der 86. Minute aus. In der zweiten Minute der Nachspielzeit erhielt Manchester United noch einen Freistoß. Robin van Persie trat den direkten Freistoß, der abgefälscht von einem City-Spieler, ging der Ball unhaltbar für Torhüter Joe Hart zum 2:3 in das Tor. Beim Torjubel wurde Rio Ferdinand von einer Zwei-Pence-Münze am Kopf getroffen und leicht verletzt. Für City war es die erste Heimniederlage nach 37 Spielen.
Nach vier Derbyniederlagen in der Liga für United besiegte man in der Saison 2014/15 am 12. April 2015 vor eigenem Publikum den Stadtrivalen mit 4:2. Zwar ging City durch Sergio Agüero in der 8. Minute in Führung, danach aber trafen Ashley Young (14. Min.), Marouane Fellaini (27. Min.), Juan Mata (67. Min.) und Chris Smalling (73. Min) für die Red Devils. In der 89. Minute konnte Agüero nur noch zum 4:2 verkürzen. Es war das 100. Tor von Agüero im Trikot der Citizens.
In der Saison 2015/16 endete das Hinspiel am 25. Oktober 2015 im Old Trafford mit einem torlosen Unentschieden. Das Rückspiel am 20. März 2016 konnte United durch ein Tor von Marcus Rashford in der 16. Minute für sich entscheiden. Mit 18 Jahren und 141 Tagen ist er der jüngste Törschütze in der Geschichte des Derbys.
Im Rahmen des International Champions Cup 2016 sollte es am 25. Juli ein Duell der beiden Vereine im Nationalstadion Peking geben. Nach schweren Regenfällen war das Spielfeld im Vogelnest jedoch unbespielbar und die Partie wurde von den Organisatoren im Interesse der Spieler und ihrer Sicherheit ersatzlos gestrichen.
Das erste Derby der Saison 2016/17 am 10. September 2016 stand im Zeichen der Erfolgstrainer Pep Guardiola und Jose Mourinho, die zur neuen Spielzeit verpflichtet wurden. Der frühere Wolfsburger Kevin De Bruyne, am Ende Man of the Match, brachte die Skyblues im Old Trafford in der 15. Minute in Führung. Der nigerianische Stürmer Kelechi Iheanacho erhöhte für die Gäste in der 36. Minute auf 2:0. Kurz vor der Pause nutzte der neuverpflichtete Zlatan Ibrahimović in der 42. Minute einen Fehler des Torhüters Claudio Bravo, der vor der Saison vom FC Barcelona geholt wurde, zum 1:2-Anschlusstreffer. Am Ende blieb es beim Halbzeitstand und Manchester City verließ als verdienter Sieger das Spielfeld. Mourinho konnte von 17 Partien gegen Pep Guardiola nur drei gewinnen, bei sechs Unentschieden und acht Niederlagen. Für Manchester City war es der 50. Derbysieg gegen die Rivalen. Das Rückspiel am 27. April 2017 endete mit einem torlosen Unentschieden. Dabei wurde Marouane Fellaini von United wegen einer Tätlichkeit in der 84. Minute an Sergio Agüero vom Platz gestellt. Die Partie sollte ursprünglich am 26. Februar des Jahres stattfinden, da aber die Citizens im FA Cup antreten mussten und United im EFL-Cup-Finale stand, wurde das Spiel verlegt.
Am 10. Dezember 2017 fand im Old Trafford das erste der Derby der Saison 2017/18 statt. Die 1:0-Führung der Skyblues wurde in der 43. Minute durch David Silva erzielt. Marcus Rashford konnte nur zwei Minuten später ausgleichen. Den Siegtreffer zum 2:1-Sieg schoss Nicolás Otamendi in der 54. Minute. Vor dem Rückspiel am 7. April 2018 lagen die Skyblues als Tabellenerster 16 Punkte vor den Stadtrivalen auf Platz zwei. Mit einem Sieg am 33. Spieltag hätte Manchester City vorzeitig den fünften Meistertitel gewinnen können. In der ersten Halbzeit brachten Vincent Kompany (25. Min.) und İlkay Gündoğan (30. Min.) City im Etihad Stadium in Führung und dem Titelgewinn ein großes Stück näher. Nach dem Seitenwechsel glich Paul Pogba mit einem Doppelpack (53. und 55. Min.) die Partie aus. In der 69. Minute erzielte Chris Smalling für ManUnited das entscheidenden 2:3 und verhinderte die frühzeitige Meisterfeier der Citizens im eigenen Stadion. Für Manchester City war es die erste Heimniederlage in der Premier League seit dem 3. Dezember 2016. City wurde zwei Spieltage später Meister, als United daheim gegen den Tabellenletzten West Bromwich Albion mit 0:1 verlor.

## Statistik
| Stand: 6. April 2025 | Manchester United | und | Manchester City |

| Wettbewerb                              | Spiele | Siege | Remis | Siege |
| --------------------------------------- | ------ | ----- | ----- | ----- |
| Premier League                          | 56     | 26    | 10    | 20    |
| Football League First Division          | 104    | 35    | 39    | 30    |
| Football League Second Division         | 12     | 6     | 4     | 2     |
| FA Cup                                  | 11     | 7     | 0     | 4     |
| League Cup / EFL Cup                    | 10     | 4     | 1     | 5     |
| FA Charity Shield / FA Community Shield | 3      | 2     | 0     | 1     |
| Gesamt                                  | 196    | 80    | 54    | 62    |

## Liste der Pflichtspiele
| Nr. | Wettbewerb                                         | Datum         | Heim         | Gast         | Ergebnis       | Austragungsort             | Zuschauerzahl |
| --- | -------------------------------------------------- | ------------- | ------------ | ------------ | -------------- | -------------------------- | ------------- |
| 001 | FA Cup 1891/92 (Erste Qualifikationsrunde)         | 3. Okt. 1891  | Newton Heath | AFC Ardwick  | 5:1            | North Road                 | 11.000        |
| Der AFC Ardwick (ab 1893 Manchester City) trat 1892 als Gründungsmitglied der Second Division bei. Newton Heath stieg 1894 aus der First Division ab.                                                                         |                                                    |               |              |              |                |                            |               |
| 002 | Football League Second Division 1894/95            | 3. Nov. 1894  | City         | Newton Heath | 2:5            | Hyde Road                  | 14.000        |
| 003 | Football League Second Division 1894/95            | 1. Jan. 1895  | Newton Heath | City         | 4:1            | Bank Street                | 12.000        |
| 004 | Football League Second Division 1895/96            | 5. Okt. 1895  | Newton Heath | City         | 1:1            | Bank Street                | 18.000        |
| 005 | Football League Second Division 1895/96            | 7. Dez. 1895  | City         | Newton Heath | 2:1            | Hyde Road                  | 18.000        |
| 006 | Football League Second Division 1896/97            | 3. Okt. 1895  | City         | Newton Heath | 0:0            | Hyde Road                  | 20.000        |
| 007 | Football League Second Division 1896/97            | 25. Dez. 1896 | Newton Heath | City         | 2:1            | Bank Street                | 20.000        |
| 008 | Football League Second Division 1897/98            | 16. Okt. 1897 | Newton Heath | City         | 1:1            | Bank Street                | 40.000        |
| 009 | Football League Second Division 1897/98            | 25. Dez. 1897 | City         | Newton Heath | 0:1            | Hyde Road                  | 16.000        |
| 010 | Football League Second Division 1898/99            | 10. Sep. 1898 | Newton Heath | City         | 3:0            | Bank Street                | 40.000        |
| 011 | Football League Second Division 1898/99            | 26. Dez. 1898 | City         | Newton Heath | 4:0            | Hyde Road                  | 16.000        |
| City stieg 1899 in die First Division auf und 1902 wieder ab. Newton Heath nannte sich 1902 in Manchester United um. |                                                    |               |              |              |                |                            |               |
| 012 | Football League Second Division 1902/03            | 25. Dez. 1902 | United       | City         | 1:1            | Bank Street                | 35.000        |
| 013 | Football League Second Division 1902/03            | 10. Apr. 1903 | City         | United       | 0:2            | Hyde Road                  | 30.000        |
| City stieg 1903 in die First Division auf, United folgte 1906 |                                                    |               |              |              |                |                            |               |
| 014 | Football League First Division 1906/07             | 1. Dez. 1906  | City         | United       | 3:0            | Hyde Road                  | 40.000        |
| 015 | Football League First Division 1906/07             | 6. Apr. 1907  | United       | City         | 1:1            | Bank Street                | 40.000        |
| 016 | Football League First Division 1907/08             | 21. Dez. 1907 | United       | City         | 3:1            | Bank Street                | 35.000        |
| 017 | Football League First Division 1907/08             | 18. Apr. 1908 | City         | United       | 0:0            | Hyde Road                  | 40.000        |
| 018 | Football League First Division 1908/09             | 19. Sep. 1908 | City         | United       | 1:2            | Hyde Road                  | 40.000        |
| 019 | Football League First Division 1908/09             | 23. Jan. 1909 | United       | City         | 3:1            | Bank Street                | 40.000        |
| City stieg 1909 aus der First Division ab und 1910 wieder auf |                                                    |               |              |              |                |                            |               |
| 020 | Football League First Division 1910/11             | 17. Sep. 1910 | United       | City         | 2:1            | Old Trafford               | 60.000        |
| 021 | Football League First Division 1910/11             | 21. Jan. 1911 | City         | United       | 1:1            | Hyde Road                  | 40.000        |
| 022 | Football League First Division 1911/12             | 2. Sep. 1911  | City         | United       | 0:0            | Hyde Road                  | 35.000        |
| 023 | Football League First Division 1911/12             | 30. Dez. 1911 | United       | City         | 0:0            | Old Trafford               | 50.000        |
| 024 | Football League First Division 1912/13             | 7. Sep. 1912  | United       | City         | 0:1            | Old Trafford               | 40.000        |
| 025 | Football League First Division 1912/13             | 28. Dez. 1912 | City         | United       | 0:2            | Hyde Road                  | 38.000        |
| 026 | Football League First Division 1913/14             | 6. Dez. 1913  | City         | United       | 0:2            | Hyde Road                  | 40.000        |
| 027 | Football League First Division 1913/14             | 11. Apr. 1914 | United       | City         | 0:1            | Old Trafford               | 36.000        |
| 028 | Football League First Division 1914/15             | 5. Sep. 1914  | United       | City         | 0:0            | Old Trafford               | 20.000        |
| 029 | Football League First Division 1914/15             | 2. Jan. 1915  | City         | United       | 1:1            | Hyde Road                  | 30.000        |
| Aufgrund des Ersten Weltkriegs wurde von 1915 bis 1919 keine Meisterschaft ausgetragen |                                                    |               |              |              |                |                            |               |
| 030 | Football League First Division 1919/20             | 11. Okt. 1919 | City         | United       | 3:3            | Hyde Road                  | 30.000        |
| 031 | Football League First Division 1919/20             | 18. Okt. 1919 | United       | City         | 1:0            | Old Trafford               | 40.000        |
| 032 | Football League First Division 1920/21             | 20. Nov. 1920 | United       | City         | 1:1            | Old Trafford               | 63.000        |
| 033 | Football League First Division 1920/21             | 27. Nov. 1920 | City         | United       | 3:0            | Hyde Road                  | 35.000        |
| 034 | Football League First Division 1921/22             | 22. Okt. 1921 | City         | United       | 4:1            | Hyde Road                  | 24.000        |
| 035 | Football League First Division 1921/22             | 29. Okt. 1921 | United       | City         | 3:1            | Old Trafford               | 56.000        |
| United stieg 1922 aus der First Division ab und 1925 wieder auf |                                                    |               |              |              |                |                            |               |
| 036 | Football League First Division 1925/26             | 12. Sep. 1925 | City         | United       | 1:1            | Maine Road                 | 62.994        |
| 037 | Football League First Division 1925/26             | 23. Jan. 1926 | United       | City         | 1:6            | Old Trafford               | 48.657        |
| 038 | FA Cup 1925/26 (Halbfinale)                        | 27. März 1926 | City         | United       | 3:0            | Bramall Lane               | 46.450        |
| City stieg 1926 aus der First Division ab und 1928 wieder auf |                                                    |               |              |              |                |                            |               |
| 039 | Football League First Division 1928/29             | 12. Sep. 1928 | City         | United       | 2:2            | Maine Road                 | 61.007        |
| 040 | Football League First Division 1928/29             | 23. Jan. 1929 | United       | City         | 1:2            | Old Trafford               | 42.255        |
| 041 | Football League First Division 1929/30             | 5. Okt. 1929  | United       | City         | 1:3            | Old Trafford               | 57.201        |
| 042 | Football League First Division 1929/30             | 8. Feb. 1930  | City         | United       | 0:1            | Maine Road                 | 64.472        |
| 043 | Football League First Division 1930/31             | 4. Okt. 1930  | City         | United       | 4:1            | Maine Road                 | 41.757        |
| 044 | Football League First Division 1930/31             | 7. Feb. 1931  | United       | City         | 1:3            | Old Trafford               | 39.876        |
| United stieg 1931 aus der First Division ab und 1936 wieder auf |                                                    |               |              |              |                |                            |               |
| 045 | Football League First Division 1936/37             | 12. Sep. 1936 | United       | City         | 3:2            | Old Trafford               | 68.796        |
| 046 | Football League First Division 1936/37             | 9. Jan. 1937  | City         | United       | 1:0            | Maine Road                 | 64.862        |
| United stieg 1937 aus der First Division ab. 1938 stieg United auf, während City abstieg. Aufgrund des Zweiten Weltkriegs wurde von 1939 bis 1946 keine Meisterschaft ausgetragen. 1947 stieg City in die First Division auf. |                                                    |               |              |              |                |                            |               |
| 047 | Football League First Division 1947/48             | 20. Sep. 1947 | City         | United       | 0:0            | Maine Road                 | 71.364        |
| 048 | Football League First Division 1947/48             | 7. Apr. 1948  | United       | City         | 1:1            | Maine Road                 | 71.690        |
| 049 | Football League First Division 1948/49             | 11. Sep. 1948 | City         | United       | 0:0            | Maine Road                 | 64.502        |
| 050 | Football League First Division 1948/49             | 22. Jan. 1949 | United       | City         | 0:0            | Maine Road                 | 66.485        |
| 051 | Football League First Division 1949/50             | 3. Sep. 1949  | United       | City         | 2:1            | Old Trafford               | 47.760        |
| 052 | Football League First Division 1949/50             | 31. Dez. 1949 | City         | United       | 1:2            | Maine Road                 | 63.704        |
| City stieg 1950 aus der First Division ab und 1951 wieder auf |                                                    |               |              |              |                |                            |               |
| 053 | Football League First Division 1951/52             | 15. Sep. 1951 | City         | United       | 1:2            | Maine Road                 | 52.571        |
| 054 | Football League First Division 1951/52             | 19. Jan. 1952 | United       | City         | 1:1            | Old Trafford               | 54.245        |
| 055 | Football League First Division 1952/53             | 30. Aug. 1952 | City         | United       | 2:1            | Maine Road                 | 56.140        |
| 056 | Football League First Division 1952/53             | 3. Jan. 1953  | United       | City         | 1:1            | Old Trafford               | 47.883        |
| 057 | Football League First Division 1953/54             | 5. Sep. 1953  | City         | United       | 2:0            | Maine Road                 | 53.097        |
| 058 | Football League First Division 1953/54             | 16. Jan. 1954 | United       | City         | 1:1            | Old Trafford               | 46.379        |
| 059 | Football League First Division 1954/55             | 25. Sep. 1954 | City         | United       | 3:2            | Maine Road                 | 54.105        |
| 060 | Football League First Division 1954/55             | 12. Feb. 1955 | United       | City         | 0:5            | Old Trafford               | 47.914        |
| 061 | FA Cup 1954/55 (4. Hauptrunde)                     | 19. Feb. 1955 | City         | United       | 2:0            | Maine Road                 | 75.000        |
| 062 | Football League First Division 1955/56             | 3. Sep. 1955  | City         | United       | 1:0            | Maine Road                 | 59.162        |
| 063 | Football League First Division 1955/56             | 31. Dez. 1955 | United       | City         | 2:1            | Old Trafford               | 60.956        |
| 064 | Football League First Division 1956/57             | 22. Sep. 1956 | United       | City         | 2:0            | Old Trafford               | 53.525        |
| 065 | FA Charity Shield 1956                             | 24. Okt. 1956 | City         | United       | 0:1            | Maine Road                 | 30.495        |
| 066 | Football League First Division 1956/57             | 2. Feb. 1957  | City         | United       | 2:4            | Maine Road                 | 63.872        |
| 067 | Football League First Division 1957/58             | 31. Aug. 1957 | United       | City         | 4:1            | Old Trafford               | 63.347        |
| 068 | Football League First Division 1957/58             | 28. Dez. 1957 | City         | United       | 2:2            | Maine Road                 | 70.483        |
| 069 | Football League First Division 1958/59             | 27. Sep. 1958 | City         | United       | 1:1            | Maine Road                 | 62.912        |
| 070 | Football League First Division 1958/59             | 14. Feb. 1959 | United       | City         | 4:1            | Old Trafford               | 59.846        |
| 071 | Football League First Division 1959/60             | 19. Sep. 1959 | City         | United       | 3:0            | Maine Road                 | 58.300        |
| 072 | Football League First Division 1959/60             | 6. Feb. 1960  | United       | City         | 0:0            | Old Trafford               | 59.450        |
| 073 | Football League First Division 1960/61             | 31. Dez. 1960 | United       | City         | 5:1            | Old Trafford               | 61.213        |
| 074 | Football League First Division 1960/61             | 4. März 1961  | City         | United       | 1:3            | Maine Road                 | 50.479        |
| 075 | Football League First Division 1961/62             | 23. Sep. 1961 | United       | City         | 3:2            | Old Trafford               | 56.345        |
| 076 | Football League First Division 1961/62             | 10. Feb. 1962 | City         | United       | 0:2            | Maine Road                 | 49.959        |
| 077 | Football League First Division 1962/63             | 15. Sep. 1962 | United       | City         | 2:3            | Old Trafford               | 49.193        |
| 078 | Football League First Division 1962/63             | 15. Mai 1963  | City         | United       | 1:1            | Maine Road                 | 52.424        |
| City stieg 1963 aus der First Division ab und 1966 wieder auf |                                                    |               |              |              |                |                            |               |
| 079 | Football League First Division 1966/67             | 17. Sep. 1966 | United       | City         | 1:0            | Old Trafford               | 62.085        |
| 080 | Football League First Division 1966/67             | 21. Jan. 1967 | City         | United       | 1:1            | Maine Road                 | 62.983        |
| 081 | Football League First Division 1967/68             | 30. Sep. 1967 | City         | United       | 1:2            | Maine Road                 | 62.942        |
| 082 | Football League First Division 1967/68             | 27. März 1968 | United       | City         | 1:3            | Old Trafford               | 63.004        |
| 083 | Football League First Division 1968/69             | 17. Aug. 1968 | City         | United       | 0:0            | Maine Road                 | 63.052        |
| 084 | Football League First Division 1968/69             | 8. März 1969  | United       | City         | 0:1            | Old Trafford               | 63.264        |
| 085 | Football League First Division 1969/70             | 15. Nov. 1969 | City         | United       | 4:0            | Maine Road                 | 63.013        |
| 086 | League Cup 1969/70 (Halbfinale Hin- und Rückspiel) | 3. Dez. 1969  | City         | United       | 2:1            | Maine Road                 | 55.799        |
| 087 | League Cup 1969/70 (Halbfinale Hin- und Rückspiel) | 17. Dez. 1969 | United       | City         | 2:2            | Old Trafford               | 63.418        |
| 088 | FA Cup 1969/70 (4. Hauptrunde)                     | 24. Jan. 1970 | United       | City         | 3:0            | Old Trafford               | 63.417        |
| 089 | Football League First Division 1969/70             | 28. März 1970 | United       | City         | 1:2            | Old Trafford               | 59.777        |
| 090 | Football League First Division 1970/71             | 12. Dez. 1970 | United       | City         | 1:4            | Old Trafford               | 52.636        |
| 091 | Football League First Division 1970/71             | 5. Mai 1971   | City         | United       | 3:4            | Maine Road                 | 43.626        |
| 092 | Football League First Division 1971/72             | 6. Nov. 1971  | City         | United       | 3:3            | Maine Road                 | 63.326        |
| 093 | Football League First Division 1971/72             | 12. Apr. 1972 | United       | City         | 1:3            | Old Trafford               | 56.362        |
| 094 | Football League First Division 1972/73             | 18. Nov. 1972 | City         | United       | 3:0            | Maine Road                 | 52.050        |
| 095 | Football League First Division 1972/73             | 21. Apr. 1973 | United       | City         | 0:0            | Old Trafford               | 61.676        |
| 096 | Football League First Division 1973/74             | 13. März 1974 | City         | United       | 0:0            | Maine Road                 | 51.331        |
| 097 | Football League First Division 1973/74             | 27. Apr. 1974 | United       | City         | 0:1            | Old Trafford               | 56.996        |
| 098 | League Cup 1974/75 (3. Runde)                      | 9. Okt. 1974  | United       | City         | 1:0            | Old Trafford               | 55.169        |
| United stieg 1974 aus der First Division ab und 1975 wieder auf |                                                    |               |              |              |                |                            |               |
| 099 | Football League First Division 1975/76             | 27. Sep. 1975 | City         | United       | 2:2            | Maine Road                 | 50.182        |
| 100 | League Cup 1975/76 (4. Runde)                      | 12. Nov. 1975 | City         | United       | 4:0            | Maine Road                 | 50.182        |
| 101 | Football League First Division 1975/76             | 4. Mai 1976   | United       | City         | 2:0            | Old Trafford               | 59.517        |
| 102 | Football League First Division 1976/77             | 25. Sep. 1976 | City         | United       | 1:3            | Maine Road                 | 48.861        |
| 103 | Football League First Division 1976/77             | 5. März 1977  | United       | City         | 3:1            | Old Trafford               | 58.595        |
| 104 | Football League First Division 1977/78             | 10. Sep. 1977 | City         | United       | 3:1            | Maine Road                 | 50.856        |
| 105 | Football League First Division 1977/78             | 15. März 1978 | United       | City         | 2:2            | Old Trafford               | 58.398        |
| 106 | Football League First Division 1978/79             | 30. Sep. 1978 | United       | City         | 1:0            | Old Trafford               | 55.301        |
| 107 | Football League First Division 1978/79             | 10. Feb. 1979 | City         | United       | 0:3            | Maine Road                 | 46.151        |
| 108 | Football League First Division 1979/80             | 10. Nov. 1979 | City         | United       | 2:0            | Maine Road                 | 50.067        |
| 109 | Football League First Division 1979/80             | 22. März 1980 | United       | City         | 1:0            | Old Trafford               | 56.387        |
| 110 | Football League First Division 1980/81             | 27. Sep. 1980 | United       | City         | 2:2            | Old Trafford               | 55.918        |
| 111 | Football League First Division 1980/81             | 21. Feb. 1981 | City         | United       | 1:0            | Maine Road                 | 50.014        |
| 112 | Football League First Division 1981/82             | 10. Okt. 1981 | City         | United       | 0:0            | Maine Road                 | 52.037        |
| 113 | Football League First Division 1981/82             | 27. Feb. 1982 | United       | City         | 1:1            | Old Trafford               | 57.830        |
| 114 | Football League First Division 1982/83             | 23. Okt. 1982 | United       | City         | 2:2            | Old Trafford               | 57.334        |
| 115 | Football League First Division 1982/83             | 5. März 1983  | City         | United       | 1:2            | Maine Road                 | 45.400        |
| City stieg 1983 aus der First Division ab und 1985 wieder auf |                                                    |               |              |              |                |                            |               |
| 116 | Football League First Division 1985/86             | 14. Sep. 1985 | City         | United       | 0:3            | Maine Road                 | 48.773        |
| 117 | Football League First Division 1985/86             | 22. März 1986 | United       | City         | 2:2            | Old Trafford               | 51.274        |
| 118 | Football League First Division 1986/87             | 26. Okt. 1986 | City         | United       | 1:1            | Maine Road                 | 32.440        |
| 119 | FA Cup 1986/87 (3. Hauptrunde)                     | 10. Jan. 1987 | United       | City         | 1:0            | Old Trafford               | 54.294        |
| 120 | Football League First Division 1986/87             | 7. März 1987  | United       | City         | 2:0            | Old Trafford               | 48.619        |
| City stieg 1987 aus der First Division ab und 1989 wieder auf |                                                    |               |              |              |                |                            |               |
| 121 | Football League First Division 1989/90             | 23. Sep. 1989 | City         | United       | 5:1            | Maine Road                 | 43.246        |
| 122 | Football League First Division 1989/90             | 3. Feb. 1990  | United       | City         | 1:1            | Old Trafford               | 40.274        |
| 123 | Football League First Division 1990/91             | 27. Okt. 1990 | City         | United       | 3:3            | Maine Road                 | 36.427        |
| 124 | Football League First Division 1990/91             | 4. Mai 1991   | United       | City         | 1:0            | Old Trafford               | 45.286        |
| 125 | Football League First Division 1991/92             | 16. Nov. 1991 | City         | United       | 0:0            | Maine Road                 | 38.180        |
| 126 | Football League First Division 1991/92             | 7. Apr. 1992  | United       | City         | 1:1            | Old Trafford               | 46.781        |
| Einführung der Premier League 1992 |                                                    |               |              |              |                |                            |               |
| 127 | Premier League 1992/93                             | 6. Dez. 1992  | United       | City         | 2:1            | Old Trafford               | 35.408        |
| 128 | Premier League 1992/93                             | 20. März 1993 | City         | United       | 1:1            | Maine Road                 | 37.136        |
| 129 | Premier League 1993/94                             | 7. Nov. 1993  | City         | United       | 2:3            | Maine Road                 | 35.155        |
| 130 | Premier League 1993/94                             | 23. Apr. 1994 | United       | City         | 2:0            | Old Trafford               | 44.333        |
| 131 | Premier League 1994/95                             | 10. Nov. 1994 | United       | City         | 5:0            | Old Trafford               | 43.738        |
| 132 | Premier League 1994/95                             | 11. Feb. 1995 | City         | United       | 0:3            | Maine Road                 | 26.368        |
| 133 | Premier League 1995/96                             | 14. Okt. 1995 | United       | City         | 1:0            | Old Trafford               | 35.707        |
| 134 | FA Cup 1995/96 (5. Hauptrunde)                     | 18. Feb. 1996 | United       | City         | 2:1            | Old Trafford               | 42.692        |
| 135 | Premier League 1995/96                             | 6. Apr. 1996  | City         | United       | 2:3            | Maine Road                 | 29.668        |
| City stieg 1996 aus der Premier League ab und 2000 wieder auf |                                                    |               |              |              |                |                            |               |
| 136 | Premier League 2000/01                             | 18. Nov. 2000 | City         | United       | 0:1            | Maine Road                 | 34.429        |
| 137 | Premier League 2000/01                             | 21. Apr. 2001 | United       | City         | 1:1            | Old Trafford               | 67.535        |
| City stieg 2001 aus der Premier League ab und 2002 wieder auf |                                                    |               |              |              |                |                            |               |
| 138 | Premier League 2002/03                             | 9. Nov. 2002  | City         | United       | 3:1            | Maine Road                 | 34.649        |
| 139 | Premier League 2002/03                             | 9. Feb. 2003  | United       | City         | 1:1            | Old Trafford               | 67.646        |
| 140 | Premier League 2003/04                             | 13. Dez. 2003 | United       | City         | 3:1            | Old Trafford               | 67.643        |
| 141 | FA Cup 2003/04 (5. Hauptrunde)                     | 14. Feb. 2004 | United       | City         | 4:2            | Old Trafford               | 67.228        |
| 142 | Premier League 2003/04                             | 14. März 2004 | City         | United       | 4:1            | City of Manchester Stadium | 47.284        |
| 143 | Premier League 2004/05                             | 7. Nov. 2004  | United       | City         | 0:0            | Old Trafford               | 67.863        |
| 144 | Premier League 2004/05                             | 13. Feb. 2005 | City         | United       | 0:2            | City of Manchester Stadium | 47.111        |
| 145 | Premier League 2005/06                             | 10. Sep. 2005 | United       | City         | 1:1            | Old Trafford               | 67.839        |
| 146 | Premier League 2005/06                             | 13. Jan. 2006 | City         | United       | 3:1            | City of Manchester Stadium | 47.192        |
| 147 | Premier League 2006/07                             | 9. Dez. 2006  | United       | City         | 3:1            | Old Trafford               | 75.858        |
| 148 | Premier League 2006/07                             | 5. Mai 2007   | City         | United       | 0:1            | City of Manchester Stadium | 47.244        |
| 149 | Premier League 2007/08                             | 19. Aug. 2007 | City         | United       | 1:0            | City of Manchester Stadium | 44.955        |
| 150 | Premier League 2007/08                             | 10. Feb. 2008 | United       | City         | 1:2            | Old Trafford               | 75.970        |
| 151 | Premier League 2008/09                             | 30. Nov. 2008 | City         | United       | 0:1            | City of Manchester Stadium | 47.320        |
| 152 | Premier League 2008/09                             | 10. Mai 2009  | United       | City         | 2:0            | Old Trafford               | 75.464        |
| 153 | Premier League 2009/10                             | 20. Sep. 2009 | United       | City         | 4:3            | Old Trafford               | 75.066        |
| 154 | League Cup 2009/10 (Halbfinale Hin- und Rückspiel) | 19. Jan. 2010 | City         | United       | 2:1            | City of Manchester Stadium | 46.067        |
| 155 | League Cup 2009/10 (Halbfinale Hin- und Rückspiel) | 27. Jan. 2010 | United       | City         | 3:1            | Old Trafford               | 74.576        |
| 156 | Premier League 2009/10                             | 17. Apr. 2010 | City         | United       | 0:1            | City of Manchester Stadium | 47.019        |
| 157 | Premier League 2010/11                             | 10. Nov. 2010 | City         | United       | 0:0            | City of Manchester Stadium | 47.679        |
| 158 | Premier League 2010/11                             | 12. Feb. 2011 | United       | City         | 2:1            | Old Trafford               | 75.322        |
| 159 | FA Cup 2010/11 (Halbfinale)                        | 16. Apr. 2011 | City         | United       | 1:0            | Wembley-Stadion, London    | 86.549        |
| 160 | FA Community Shield 2011                           | 7. Aug. 2011  | City         | United       | 2:3            | Wembley-Stadion, London    | 77.169        |
| 161 | Premier League 2011/12                             | 23. Okt. 2011 | United       | City         | 1:6            | Old Trafford               | 75.487        |
| 162 | FA Cup 2011/12 (3. Hauptrunde)                     | 8. Jan. 2012  | City         | United       | 2:3            | Etihad Stadium             | 46.808        |
| 163 | Premier League 2011/12                             | 30. Apr. 2012 | City         | United       | 1:0            | Etihad Stadium             | 47.253        |
| 164 | Premier League 2012/13                             | 9. Dez. 2012  | City         | United       | 2:3            | Etihad Stadium             | 47.166        |
| 165 | Premier League 2012/13                             | 8. Apr. 2013  | United       | City         | 1:2            | Old Trafford               | 75.498        |
| 166 | Premier League 2013/14                             | 22. Sep. 2013 | City         | United       | 4:1            | Etihad Stadium             | 47.156        |
| 167 | Premier League 2013/14                             | 25. März 2014 | United       | City         | 0:3            | Old Trafford               | 75.203        |
| 168 | Premier League 2014/15                             | 2. Nov. 2014  | City         | United       | 1:0            | Etihad Stadium             | 45.358        |
| 169 | Premier League 2014/15                             | 12. Apr. 2015 | United       | City         | 4:2            | Old Trafford               | 75.313        |
| 170 | Premier League 2015/16                             | 25. Okt. 2015 | United       | City         | 0:0            | Old Trafford               | 75.329        |
| 171 | Premier League 2015/16                             | 20. März 2016 | City         | United       | 0:1            | Etihad Stadium             | 54.557        |
| 172 | Premier League 2016/17                             | 10. Sep. 2016 | United       | City         | 1:2            | Old Trafford               | 75.272        |
| 173 | EFL Cup 2016/17 (4. Runde)                         | 26. Okt. 2016 | United       | City         | 1:0            | Old Trafford               | 75.196        |
| 174 | Premier League 2016/17                             | 27. Apr. 2017 | City         | United       | 0:0            | Etihad Stadium             | 54.176        |
| 175 | Premier League 2017/18                             | 10. Dez. 2017 | United       | City         | 1:2            | Old Trafford               | 74.847        |
| 176 | Premier League 2017/18                             | 7. Apr. 2018  | City         | United       | 2:3            | Etihad Stadium             | 54.259        |
| 177 | Premier League 2018/19                             | 11. Nov. 2018 | City         | United       | 3:1            | Etihad Stadium             | 54.316        |
| 178 | Premier League 2018/19                             | 24. Apr. 2019 | United       | City         | 0:2            | Old Trafford               | 74.431        |
| 179 | Premier League 2019/20                             | 7. Dez. 2019  | City         | United       | 1:2            | Etihad Stadium             | 54.403        |
| 180 | EFL Cup 2019/20 (Halbfinale Hin- und Rückspiel)    | 7. Jan. 2020  | United       | City         | 1:3            | Old Trafford               | 69.023        |
| 181 | EFL Cup 2019/20 (Halbfinale Hin- und Rückspiel)    | 29. Jan. 2020 | City         | United       | 0:1            | Etihad Stadium             | 51.000        |
| 182 | Premier League 2019/20                             | 8. März 2020  | United       | City         | 2:0            | Old Trafford               | 73.288        |
| 183 | Premier League 2020/21                             | 12. Dez. 2020 | United       | City         | 0:0            | Old Trafford               | 0             |
| 184 | EFL Cup 2020/21 (Halbfinale)                       | 6. Jan. 2021  | United       | City         | 0:2            | Old Trafford               | 0             |
| 185 | Premier League 2020/21                             | 7. März 2021  | City         | United       | 0:2            | Etihad Stadium             | 0             |
| 186 | Premier League 2021/22                             | 6. Nov. 2021  | United       | City         | 0:2            | Old Trafford               | 73.068        |
| 187 | Premier League 2021/22                             | 6. März 2022  | City         | United       | 4:1            | Etihad Stadium             | 54.165        |
| 188 | Premier League 2022/23                             | 2. Okt. 2022  | City         | United       | 6:3            | Etihad Stadium             | 53.475        |
| 189 | Premier League 2022/23                             | 14. Jan. 2023 | United       | City         | 2:1            | Old Trafford               | 75.546        |
| 190 | FA Cup 2022/23 (Finale)                            | 3. Juni 2023  | City         | United       | 2:1            | Wembley-Stadion, London    | 83.179        |
| 191 | Premier League 2023/24                             | 29. Okt. 2023 | United       | City         | 0:3            | Old Trafford               | 73.502        |
| 192 | Premier League 2023/24                             | 3. März 2024  | City         | United       | 3:1            | Etihad Stadium             | 53.521        |
| 193 | FA Cup 2023/24 (Finale)                            | 25. Mai 2024  | City         | United       | 1:2            | Wembley-Stadion, London    | 84.814        |
| 194 | FA Community Shield 2024                           | 10. Aug. 2024 | City         | United       | 1:1, 7:6 i. E. | Wembley-Stadion, London    | 78.146        |
| 195 | Premier League 2024/25                             | 15. Dez. 2024 | City         | United       | 1:2            | Etihad Stadium             | 52.788        |
| 196 | Premier League 2024/25                             | 6. Apr. 2025  | United       | City         | 0:0            | Old Trafford               | 73.738        |